# Acil-KoA dehidrogenaza kratkog lanca
Acil-KoA dehidrogenaza kratkog lanca (EC 1.3.8.1, butanoil-KoA dehidrogenaza, butirilna dehidrogenaza, nezasićena acil-KoA reduktaza, etilenska reduktaza, enoil-koenzim A reduktaza, nezasićena acil koenzim A reduktaza, butiril koenzim A dehidrogenaza, kratkolančana acil KoA dehidrogenaza, kratkolančana acil-koenzim A dehidrogenaza, 3-hidroksiacil KoA reduktaza, butanoil-KoA:(akceptor) 2,3-oksidoreduktaza, ACADS (gen).) je enzim sa sistematskim imenom kratkolančani acil-KoA:elektron-transfer flavoprotein 2,3-oksidoreduktaza. Ovaj enzim katalizuje sledeću hemijsku reakciju
kratkolančani acil-KoA + elektron-transfer flavoprotein {\displaystyle \rightleftharpoons } kratkolančani trans-2,3-dehidroacil-KoA + redukovani elektron-transfer flavoprotein
Ovaj enzim sadrži FAD kao prosthetičku grupu. On je jedan od nekoliko enzima koji katalizuju prvi korak u beta oksidaciji masnih kiselina.

## Literatura
- Nicholas C. Price; Lewis Stevens (1999). Fundamentals of Enzymology: The Cell and Molecular Biology of Catalytic Proteins (Third изд.). USA: Oxford University Press. ISBN 019850229X.
- Eric J. Toone (2006). Advances in Enzymology and Related Areas of Molecular Biology, Protein Evolution (Volume 75 изд.). Wiley-Interscience. ISBN 0471205036.
- Branden C; Tooze J. Introduction to Protein Structure. New York, NY: Garland Publishing. ISBN 0-8153-2305-0.
- Irwin H. Segel. Enzyme Kinetics: Behavior and Analysis of Rapid Equilibrium and Steady-State Enzyme Systems (Book 44 изд.). Wiley Classics Library. ISBN 0471303097.
- William P. Jencks (1987). Catalysis in Chemistry and Enzymology. Dover Publications. ISBN 0486654605.

## Spoljašnje veze
- Short-chain+acyl-CoA+dehydrogenase на 